# Веб (Алабама)
Веб (енгл. Webb) град је у америчкој савезној држави Алабама. По попису становништва из 2010. у њему је живело 1.430 становника.

## Демографија
Према попису становништва из 2010. у граду је живело 1.430 становника, што је 132 (10,2%) становника више него 2000. године.
| Група             | 2000.         | 2010.         |
| Белци             | 1.019 (78,5%) | 1.054 (73,7%) |
| Афроамериканци    | 255 (19,6%)   | 268 (18,7%)   |
| Азијати           | 0 (0,0%)      | 4 (0,3%)      |
| Хиспаноамериканци | 13 (1,0%)     | 88 (6,2%)     |
| Укупно            | 1.298         | 1.430         |